# En ligne et hors ligne
« Offline » redirige ici. Pour les autres significations, voir Offline (homonymie).

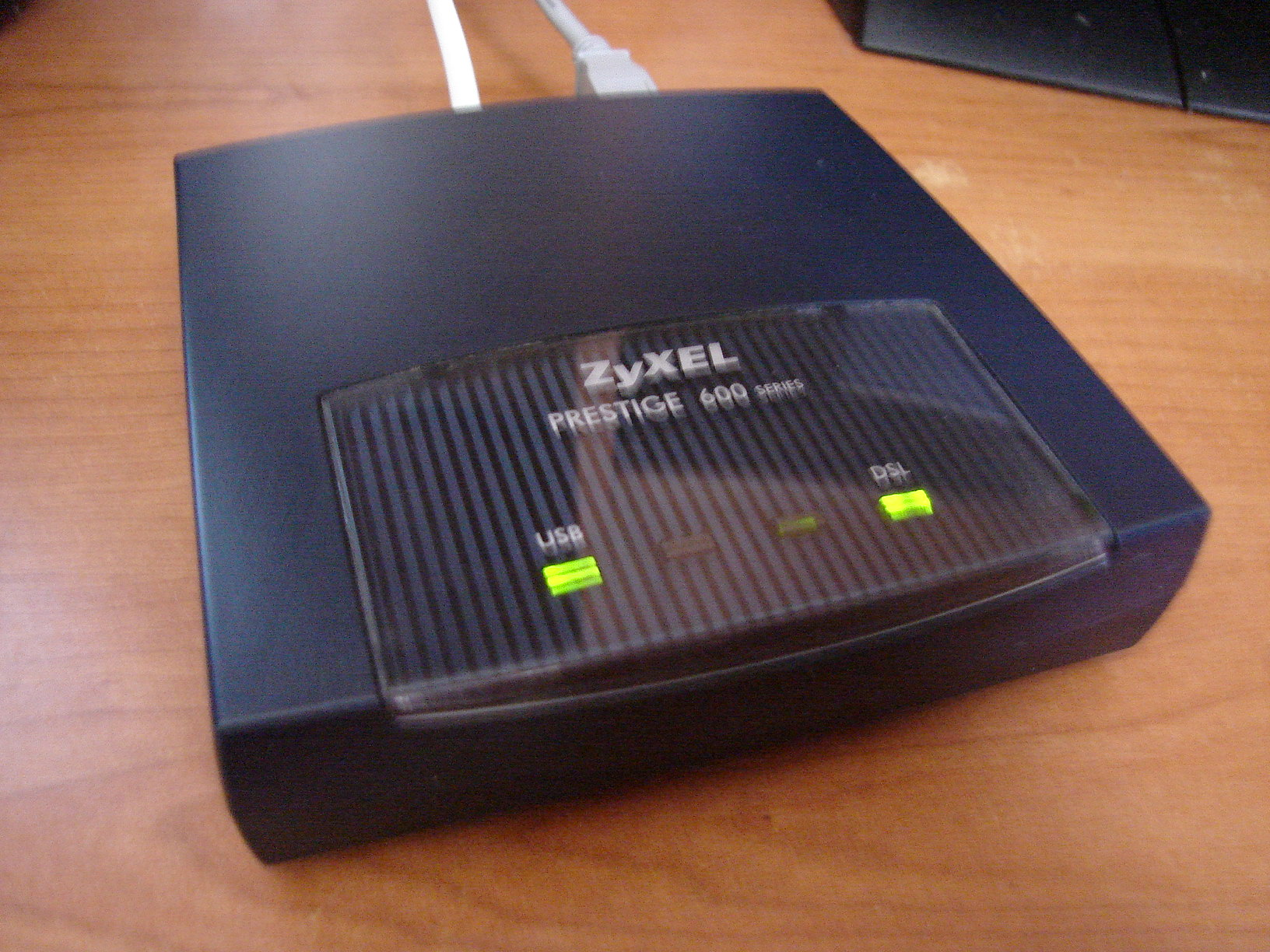
c'est vert, c'est en ligne.

En général, un système (ordinateur, réseau) et par extension son utilisation ou ce qu'il contient, est dit en ligne s'il est connecté à un autre réseau ou système (au moyen d'une « ligne » de communication, bien que ce ne soit pas toujours le moyen ; c'est comme « être au téléphone »). Diverses significations plus spécifiques existent :
- En langage courant, le réseau est en général Internet si bien que « en ligne » peut décrire un service, une information accessible par Internet ou l'état d'un ordinateur et le fait que son utilisateur y soit connecté, etc. ;
  - Un utilisateur est dit « en ligne » si son ordinateur est connecté au réseau.
  - Un site web est « en ligne » s'il est accessible depuis le réseau Internet.
- L'utilisation de services internet (tels que la lecture et rédaction de courriels) est dite « en ligne » si elle nécessite une connexion (cas de la messagerie web) ou par opposition « hors ligne » si, entre d'éventuels brefs échanges de données en ligne (un courriel par exemple), un programme (client de messagerie) est capable de réaliser ce service de manière locale et autonome sans être constamment connecté à un serveur externe. Dans ce cas-là, le programme nécessite d'être en ligne pendant une courte période pour télécharger l'ensemble des données depuis le serveur externe puis peut se déconnecter tout en permettant la lecture des données téléchargées sur l'ordinateur.